# Błąd względny
Błąd względny – iloraz błędu bezwzględnego i wartości dokładnej {\displaystyle x_{0}}
{\displaystyle \delta _{x}={\frac {\Delta x}{x_{0}}}={\frac {x-x_{0}}{x_{0}}},}
gdzie:
{\displaystyle x} – wartość mierzona,
{\displaystyle \Delta x} – błąd bezwzględny,
przy czym zazwyczaj, gdy błąd jest błędem losowym, określa się moduł błędu względnego
{\displaystyle |\delta _{x}|={\frac {|\Delta x|}{|x_{0}|}}={\frac {|x-x_{0}|}{|x_{0}|}}.}
Błąd względny jest bezwymiarowy, najczęściej wyrażany w procentach
{\displaystyle |\delta _{x}|={\frac {|\Delta x|}{|x_{0}|}}\cdot \,100\%}
i nazywany jest wówczas błędem procentowym. Jeśli błąd jest bardzo mały, używa się również promili. W metrologii służy głównie do oceny dokładności przyrządów pomiarowych pracujących na różnych zakresach pomiarowych. W statystyce porównywane są w ten sposób wariancje rozkładów różniących się wartością oczekiwaną np. błędy prognoz dwóch różnych wielkości.